# David Ruiz (futbolista)
David Ruiz (Miami, Florida, 8 de febrero de 2004) es un futbolista estadounidense-hondureño, juega de centrocampista y su equipo actual es el Inter de Miami de la Major League Soccer. Es internacional con la selección de Honduras desde 2023.

## Trayectoria
En 2021, Ruiz comenzó a jugar con el Fort Lauderdale CF (luego rebautizado como Inter de Miami II) en la USL League One, luego en la MLS Next Pro. 
El 24 de marzo de 2023, se unió al primer equipo de Inter de Miami en un préstamo a corto plazo de cuatro días. Hizo su debut en la Major League Soccer al día siguiente, en una aparición de suplente ante el Chicago Fire. El 21 de abril, firmó un segundo préstamo a corto plazo con el club, jugando el partido contra el Houston Dynamo. 
El 28 de abril, Ruiz firmó un contrato de jugador local con el Inter de Miami para que se uniera al primer equipo de la MLS de forma permanente hasta la temporada 2025. Marcó su primer gol profesional el 13 de mayo y registró una asistencia contra el New England Revolution, siendo también expulsado en el partido, tras recibir una segunda tarjeta amarilla en el minuto 81. Se convirtió en el jugador más joven en registrar un gol y una asistencia para el club a los 19 años y 95 días.

## Selección nacional

### Categorías inferiores
Disputó la Copa Mundial de Fútbol Sub-20 de 2023 con la selección hondureña.
También disputó los Juegos Panamericanos 2023 con la misma.

#### Participaciones en Copas del Mundo
| Mundial                     | Sede      | Resultado      | Partidos | Goles |
| --------------------------- | --------- | -------------- | -------- | ----- |
| Copa Mundial Sub-20 de 2023 | Argentina | Fase de grupos | 2        | 0     |

#### Participaciones en Juegos Panamericanos
| Mundial                   | Sede  | Resultado      | Partidos | Goles |
| ------------------------- | ----- | -------------- | -------- | ----- |
| Juegos Panamericanos 2023 | Chile | Fase de grupos | 4        | 1     |

### Selección absoluta
El 28 de agosto de 2023, fue convocado por la selección de Honduras para enfrentar un partido amistoso ante Guatemala y por la Liga de Naciones de la Concacaf 2023-24.

#### Participaciones internacionales
| Competición                             | Sede     | Resultado        | Partidos | Goles |
| --------------------------------------- | -------- | ---------------- | -------- | ----- |
| Liga de Naciones de la Concacaf 2023-24 | Concacaf | Cuartos de final | 1        | 0     |
| Liga de Naciones de la Concacaf 2024-25 | Concacaf | Cuartos de final | 2        | 2     |

## Estadísticas
| Club                             | Div.          | Temporada     | Liga  | Liga  | Copas nacionales | Copas nacionales | Torneos internacionales | Torneos internacionales | Total | Total |
| Club                             | Div.          | Temporada     | Part. | Goles | Part.            | Goles            | Part.                   | Goles                   | Part. | Goles |
| -------------------------------- | ------------- | ------------- | ----- | ----- | ---------------- | ---------------- | ----------------------- | ----------------------- | ----- | ----- |
| Inter de Miami II Estados Unidos | 3.ª           | 2022          | 16    | 0     | —                | —                | —                       | —                       | 16    | 0     |
| Inter de Miami II Estados Unidos | 3.ª           | 2023          | 3     | 0     | —                | —                | —                       | —                       | 3     | 0     |
| Inter de Miami II Estados Unidos | 3.ª           | 2024          | 2     | 0     | —                | —                | —                       | —                       | 2     | 0     |
| Inter de Miami II Estados Unidos | Total club    | Total club    | 21    | 0     | 0                | 0                | 0                       | 0                       | 21    | 0     |
| Inter de Miami Estados Unidos    | 1.ª           | 2023          | 20    | 2     | 4                | 0                | 6                       | 1                       | 30    | 3     |
| Inter de Miami Estados Unidos    | 1.ª           | 2024          | 21    | 0     | 0                | 0                | 3                       | 0                       | 24    | 0     |
| Inter de Miami Estados Unidos    | 1.ª           | 2025          | 3     | 0     | 0                | 0                | 4                       | 0                       | 7     | 0     |
| Inter de Miami Estados Unidos    | Total club    | Total club    | 41    | 2     | 4                | 0                | 9                       | 1                       | 54    | 3     |
| Total carrera                    | Total carrera | Total carrera | 62    | 2     | 4                | 0                | 10                      | 1                       | 76    | 3     |
| 1. 2. 3.                         |               |               |       |       |                  |                  |                         |                         |       |       |

## Palmarés

### Títulos nacionales
| Título             | Club           | País           | Año  |
| ------------------ | -------------- | -------------- | ---- |
| Supporter's Shield | Inter de Miami | Estados Unidos | 2024 |

### Títulos internacionales
| Título      | Club           | País           | Año  |
| ----------- | -------------- | -------------- | ---- |
| Leagues Cup | Inter de Miami | Estados Unidos | 2023 |